# Zapiola Rupes
La Zapiola Rupes è una struttura geologica della superficie di Mercurio.